# P18
P18 è un gruppo musicale franco-cubano di musica latino-elettronica, formato dall'ex membro della Mano Negra Thomas Darnal; il nome P18 deriva da P come Parigi, o Patchanka, e 18 come il 18º arrondissement (quartiere) della capitale francese.
Nel 1992, i Mano Negra percorrono in lungo e in largo il continente sudamericano con la tournée Cargo 92, e Tom Darnal, tastierista, campionatore e grafico del gruppo, conosce Barbaro Teuntor, trombettista del gruppo cubano Sierra Maestra.
Nel 1996, dopo lo scioglimento dei Mano Negra, Tom Darnal e Barbaro Teuntor decidono di suonare insieme e, insieme ad altri musicisti, danno vita al collettivo P18.
Lo stesso anno partono alla volta del L'Avana per un soggiorno a base di jam session con i musicisti locali che definisce in modo deciso il suono della band: l'energia ed il ritmo della rumba cubana unite all'attitudine elettronica e sperimentale. Seguono 3 anni di lavoro di perfezionamento del suono, numerosi concerti e due album in studio: nel 1999 esce Urban Cuban, con le collaborazioni di altri due ex Mano Negra, Daniel Jamet e Philippe Teboul, e nel 2002 Electropica. Nel 2008, dopo un'assenza dalle scene di 4 anni, i P18 tornano ad esibirsi dal vivo e con un nuovo disco Viva P18, uscito nell'ottobre 2008.

## Membri
- Thomas Darnal: chitarra, voce
- Ced Dura: cori
- Yamilka Cardoso Reynoldes: cori

## Discografia

### Album
- 1999 - Urban Cuban (Tabata Tour)
- 2002 - Electropica (Tabata Tour)
- 2008 - Viva P18 (Tabata Tour)

### EP
- 1996 - Light and Fire (Tabata Tour)

### Collaborazioni
- 1998 - Rumours of war (Esan Ozenki, Compilation)
- 1999 - Radical Mestizo (Revelde Discos, Compilation)
- 2000 - Fuerza Vol. 1 (Virgin, Compilation)
- 2001 - Fuerza Vol. 2 (Virgin, Compilation)
- 2005 - Muevete Bien (Sabor Discos, Compilation)